# Ya nunca más (film)
Ya nunca más è un film del 1984 diretto da Abel Salazar.
La pellicola è costruita attorno alla figura del cantante pop Luis Miguel a quei tempi idolo delle adolescenti.

## Trama
Luis è un adolescente inquieto che ama lo sport e cantare brani moderne, ma un incidente in moto lo manda in sala operatoria, lasciandolo un trauma psichico. Con il sostegno del padre e compagni di classe supera il problema. Partecipa con successo ad una presentazione della scuola.

## Colonna sonora

### Album
La colonna sonora, Ya nunca más, cantata da Luis Miguel, è stata pubblicata nel 1984 su dischi EMI.

#### Tracce
1. Ya nunca más
2. La juventud
3. Juegos de amigos (strumentale)
4. Mamá, mamá
5. Juegos de amigos
6. La juventud (strumentale)
7. Ora pronobis
8. Ya nunca más (strumentale)

Brani composti e arrangiati da Luisito Rey, Rubén Amado, Miguel A. Medina e Oscar Nicolini.